# Galmudug
Galmudug (Arabisch: اقليم غلمذغ او جلمذج, Maamul Goboleedka Galmudug) is een zelfverklaarde autonome  staat in Somalië. De regering ervan onderhandelt met het centrale bestuur in Mogadishu over de vorming van een deelstaat Centraal-Somalië.
De autonome staat Galmudug bestaat voorlopig uit de provincie Galguduud en de zuidelijke helft van de provincie Mudug. Ze functioneert de facto als een autonome staat (met enige inmenging van het naburig Puntland). Ten noorden van Galmudug liggen het autonome Puntland en het Ogaden-gebied dat deel uitmaakt van Ethiopië; het gebied ten zuiden van Galmudug is of in handen van Unie van Islamitische Rechtbanken (waarmee Somalië in oorlog is) of in handen van coalitiepartners Ethiopië en de Somalische regering.

## Geschiedenis
De onafhankelijkheid van de staat werd door de Sacad-clan verklaard op 14 augustus 2006. Oorspronkelijk bestond de niet-erkende staat uit meerdere districten; deze zijn echter door de Unie van Islamitische Rechtbanken veroverd. Het district Hobyo koos, na te zijn belaagd door roofzuchtige krijgsheren, voor aansluiting bij Galmudug. Vanaf dit moment bestond Galmudug uit de districten Hobyo, Abudwaq en Galcayo.

## Puntland
Galmudug is zowel politiek als militair sterk afhankelijk van de federale overheid op 10 november 2006 vroeg het land aan Puntland zich terug te trekken uit Galmudug. Het leger van Galmudug bleek echter niet sterk genoeg om de aanvallen van het leger van de Unie van Islamitische Rechtbanken af te slaan.

## Somalische Burgeroorlog
De Somalische Burgeroorlog heeft een groot effect op Galmudug. De Unie van Islamitische Rechtbanken veroverde een groot gedeelte van Galmudug, het waren echter de legers van Puntland en Ethiopië die voorkwamen dat het land in zijn geheel werd veroverd. In de slag van Bandiradley heroverde een coalitie van Ethiopië, Puntland en Galmudug het bezette gedeelte van Galmudug.